# Flacăra Iașului
Flacăra Iașului este un ziar din Iași, care conține informații din sfera administrativă, economică, culturală, religioasă, educativă, medicală, socială, sportivă a Iașului.
Gazeta Opinia este continuatoarea de după 1990 a cotidianului Flacăra Iașului.